# Костянтин Преславський
Єпископ Костянтин Преславський (IX — X ст.) — давньоболгарський письменник і церковник, представник Преславської школи літератури, один з найбільш важливих діячів історії давньоболгарської духовної культури.
Він є безпосереднім учнем слов'янського вчителя св. Мефодія. Про його життя відомо вкрай мало. Відомо, що після смерті Мефодія він зазнав переслідувань, разом з іншими його учнями, проданий німецькими священнослужителями в рабство у Венеції, але йому вдалося втекти до Константинополя і звідти приїхати до Болгарії. Після остаточного переселення архієпископства з Плиски в Преслав пресвітер Костянтин був поставлений вікарієм єпископа (помічника архієпископа). Помер на початку X століття.

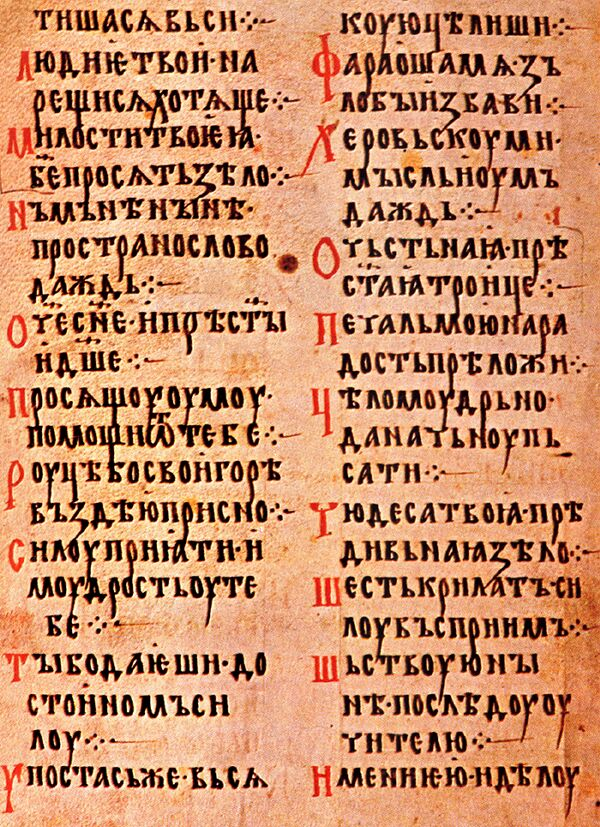
«Азбучна молитва», «Гностичне Євангеліє», Костянтин Преславський, руський переклад, XII століття, Державний історичний музей, Москва

Преславський є одним із засновників староболгарських поезії та гімнів. Найважливішою його роботою є проповідна книга «Учительні євангелія», одне з найкращих досягнень Золотого віку болгарської літератури, написана 893—894, недільне тлумачне євангеліє, що складається з 51 лекції з візантійської колекції. Учительні́ єванге́лія — оздоблена двома заповідями — поетичною молитвою, відомою як «Азбучна молитва», і прозовою частиною, а також «Църковно сказание», «Історії» (болг. Историкии) і інші частини. Компіляція містить бесіди про різні церковні свята. Незважаючи на компілятивний характер, Учительні́ єванге́лія  має велике значення як перша систематична проповідна робота слов'янською мовою. 894 року він написав першу слов'янську хроніку — «Историкии». 906 року за наказом царя Симеона, Преславський переклав «Чотири слова проти аріїв» Афанасія Великого (Апологія проти аріїв). Автор церковної служби на честь св. Мефодія показує боротьбу свого вчителя проти тримовної догми. Преславському також приписують вірш «Проглас», який за змістом і складом наближається до «Азбучної молитви» і в якому відкидається захоплення іноземною мовою та ратується підняти рідну мову як найважливіший засіб розвитку болгарської культури.
Усі твори Костянтина Преславського дійшли до нас тільки в переписах, найдавніші з яких написані в XII і XIII ст.
Його ім'я має Шуменський університет і Національна гуманітарна школа у Варні.